# 出光裕治
出光 裕治（いでみつ ゆうじ、1927年1月1日 - ）は、日本の実業家。第6代出光興産代表取締役社長。第6代日本プラントメンテナンス協会会長。第16代石油連盟会長。

## 人物・経歴
出光興産創業者出光佐三の兄雄平の次男。1943年東京府立第一中学校4年修了。旧制浦和高等学校を経て、九州大学法文学部経済科卒業、マルクス経済学の高橋正雄ゼミ出身。1993年から出光興産社長を務めた。1994年日本プラントメンテナンス協会会長。
1995年には出光興産からは出光計助、石田正実に続き3人目となる石油連盟会長に就任。1998年出光興産相談役に退いた。
2012年旭日重光章受章。